# Taurus Awards 2020
Die Taurus Awards 2020 waren die 19. Verleihung des Taurus Award, eine US-amerikanische Auszeichnung für Filmstunts, welche am 21. November 2020 stattfanden.

## Verleihung
Als vielversprechendste nominierte Filmproduktion gilt 6 Underground mit 8 Nominierungen.

## Gewinner und Nominierte
Im Jahr 2020 erfolgt die Verleihung der Taurus Awards in folgenden Kategorien.
Zeitleiste der Kategorien des Taurus Award
Die Auszeichnungen wird – wie in den Vorjahren auch – in neun Kategorien verliehen, in denen insgesamt 25 verschiedene Filme nominiert wurden. Dabei wurden die Filme 6 Underground (8 Nominierungen), Once Upon a Time in Hollywood (5 Nominierungen) und Fast & Furious: Hobbs & Shaw (4 Nominierungen) am häufigsten nominiert.
Folgende Filme des Vorjahres wurden 2020 nominiert sowie mit dem Taurus Award ausgezeichnet.
| Kategorie (Englische Originalbezeichnung)                                 | Nominierte Filme (Gewinner fett markiert) |
| ------------------------------------------------------------------------- | ----------------------------------------- |
| Beste Kampfszene (Best Fight)                                             | Avengement                                |
| Beste Kampfszene (Best Fight)                                             | Captain Marvel                            |
| Beste Kampfszene (Best Fight)                                             | Fast & Furious: Hobbs & Shaw              |
| Beste Kampfszene (Best Fight)                                             | John Wick: Kapitel 3                      |
| Beste Kampfszene (Best Fight)                                             | Once Upon a Time in Hollywood             |
| Bester Stunt in der Höhe (Best High Work)                                 | 6 Underground                             |
| Bester Stunt in der Höhe (Best High Work)                                 | 6 Underground                             |
| Bester Stunt in der Höhe (Best High Work)                                 | Ad Astra – Zu den Sternen                 |
| Bester Stunt in der Höhe (Best High Work)                                 | The Aeronauts                             |
| Bester Stunt in der Höhe (Best High Work)                                 | Once Upon a Time in Hollywood             |
| Bestes Stunt Rigging (Best Stunt Rigging)                                 | 6 Underground                             |
| Bestes Stunt Rigging (Best Stunt Rigging)                                 | Angel Has Fallen                          |
| Bestes Stunt Rigging (Best Stunt Rigging)                                 | Jumanji: The Next Level                   |
| Bestes Stunt Rigging (Best Stunt Rigging)                                 | Shazam!                                   |
| Bestes Stunt Rigging (Best Stunt Rigging)                                 | Spider-Man: Far From Home                 |
| Bester Fahrzeugstunt (Best Work With A Vehicle)                           | 6 Underground                             |
| Bester Fahrzeugstunt (Best Work With A Vehicle)                           | Fast & Furious: Hobbs & Shaw              |
| Bester Fahrzeugstunt (Best Work With A Vehicle)                           | Le Mans 66 – Gegen jede Chance            |
| Bester Fahrzeugstunt (Best Work With A Vehicle)                           | Gemini Man                                |
| Bester Fahrzeugstunt (Best Work With A Vehicle)                           | Terminator: Dark Fate                     |
| Bester Spezialstunt (Best Specialty Stunt)                                | 6 Underground                             |
| Bester Spezialstunt (Best Specialty Stunt)                                | 6 Underground                             |
| Bester Spezialstunt (Best Specialty Stunt)                                | The Courier – Tödlicher Auftrag           |
| Bester Spezialstunt (Best Specialty Stunt)                                | Once Upon a Time in Hollywood             |
| Bester Spezialstunt (Best Specialty Stunt)                                | Once Upon a Time in Hollywood             |
| Härtester Schlag (Hardest Hit)                                            | 21 Bridges                                |
| Härtester Schlag (Hardest Hit)                                            | Child’s Play                              |
| Härtester Schlag (Hardest Hit)                                            | Fast & Furious: Hobbs & Shaw              |
| Härtester Schlag (Hardest Hit)                                            | Good Boys                                 |
| Härtester Schlag (Hardest Hit)                                            | Joker                                     |
| Bester Stunt einer Frau (Best Overall Stunt By A Stunt Woman)             | 6 Underground                             |
| Bester Stunt einer Frau (Best Overall Stunt By A Stunt Woman)             | The Aeronauts                             |
| Bester Stunt einer Frau (Best Overall Stunt By A Stunt Woman)             | Captain Marvel                            |
| Bester Stunt einer Frau (Best Overall Stunt By A Stunt Woman)             | Good Boys                                 |
| Bester Stunt einer Frau (Best Overall Stunt By A Stunt Woman)             | Once Upon a Time in Hollywood             |
| Bester Stuntkoordinator (Best Stunt Coordinator And/Or 2nd Unit Director) | 6 Underground                             |
| Bester Stuntkoordinator (Best Stunt Coordinator And/Or 2nd Unit Director) | Captain Marvel                            |
| Bester Stuntkoordinator (Best Stunt Coordinator And/Or 2nd Unit Director) | Fast & Furious: Hobbs & Shaw              |
| Bester Stuntkoordinator (Best Stunt Coordinator And/Or 2nd Unit Director) | John Wick: Kapitel 3                      |
| Bester Stuntkoordinator (Best Stunt Coordinator And/Or 2nd Unit Director) | Terminator: Dark Fate                     |
| Bester Stunt in einem ausländischen Film (Best Action In A Foreign Film)  | The First King (Il Primo Re) (Italien)    |
| Bester Stunt in einem ausländischen Film (Best Action In A Foreign Film)  | Kasablanka (Ägypten)                      |
| Bester Stunt in einem ausländischen Film (Best Action In A Foreign Film)  | The Rising Hawk (Ukraine)                 |
| Bester Stunt in einem ausländischen Film (Best Action In A Foreign Film)  | Spasti Leningrad (Russland)               |
| Bester Stunt in einem ausländischen Film (Best Action In A Foreign Film)  | Tomiris (Kasachstan)                      |